# Auchenipterus menezesi
Auchenipterus menezesi é uma espécie de bagre da família dos auquenipterídeos (Auchenipteridae).

## Etimologia
Auchenipterus deriva do grego aouchen (Άουχεν), "pescoço", e o grego ptéryx (πτέρυξ), "nadadeira". O epíteto específico faz referência a Rui Simões de Menezes (1917–2001), o zoólogo e ictiólogo brasileiro da Universidade Federal do Ceará, que teve participação na fundação do Instituto de Ciências do Mar (1961).

## Taxonomia
Auchenipterus menezesi foi descrita por Carl J. Ferraris Jr. e Richard P. Vari em 1999. Antes da descrição, a espécie era reportada em publicações como Auchenipterus nuchalis, dadas as semelhanças morfológicas entre elas. O principal caráter diagnóstico entre elas é o número menor de rostros branquiais de A. nuchalis em relação a A. menezesi.

## Descrição
Auchenipterus menezesi é uma espécie de porte moderado, com comprimento padrão máximo registrado de 13,1 centímetros. Apresenta corpo robusto e comprimido lateralmente, típico de bagres da família dos auquenipterídeos, com três pares de barbilhos bem desenvolvidos e nadadeira adiposa presente. Tem de 37 a 47 rostros branquiais.

## Distribuição e habitat
Auchenipterus menezesi tem como localidade-tipo o lago de Viana, no rio Pindaré, na bacia do rio Mearim, no estado do Maranhão, no Brasil. Ocorre nas bacias costeiras do Maranhão, e na bacia do Alto, Médio e Baixo Parnaíba, nos estados do Maranhão, Piauí e Ceará. Habita águas doces bentopelágicas de riachos e lagoas de corrente moderada, sobre substratos arenosos e cascalhos, nos biomas da Amazônia, Caatinga e Cerrado.

## Biologia e ecologia
Auchenipterus menezesi é bentopelágica e inofensiva ao ser humano. Alimenta-se de invertebrados bentônicos, insetos e matéria orgânica em suspensão, desempenhando papel importante na ciclagem de nutrientes no ecossistema.

## Estado de conservação
A Lista Vermelha da União Internacional para a Conservação da Natureza (UICN) classifica Auchenipterus menezeni como pouco preocupante (LC), pois é frequente, embora pouco abundante, em sua área de distribuição e não foram encontradas ameaças significativas à sua conservação. A única ameaça em potencial registrada à espécie é a construção de barragens na bacia do Parnaíba, mas mesmo estas não apresentam risco iminente. Por conseguinte, ocorre em algumas unidades de conservação: Área de Proteção Ambiental da Baixada Maranhense (APA da Baixada Maranhense), Área de Proteção Ambiental da Serra da Ibiapaba (APA Serra da Ibiapaba), Parque Nacional das Nascentes do Rio Parnaíba, Parque Nacional de Sete Cidades (PARNA de Sete Cidades), a Área de Proteção Ambiental dos Morros Garapenses (APA Morros Garapenses) e a Reserva Particular de Patrimônio Nacional Santa Maria de Tapuã (RPPN Santa Maria de Tapuã). Segundo Rui Simões de Menezes (1949), é consumido localmente na região do rio Parnaíba. Em 2018, foi classificada como pouco preocupante (LC) no Livro Vermelho da Fauna Brasileira Ameaçada de Extinção do Instituto Chico Mendes de Conservação da Biodiversidade (ICMBio).